# Challenger de Bangalore II 2022
El torneo Bengaluru Open II 2022 fue un torneo de tenis perteneció al ATP Challenger Tour 2022 en la categoría Challenger 80. Se trató de la 5ª edición; el torneo tuvo lugar en la ciudad de Bangalore (India), desde el 14 hasta el 20 de febrero de 2022 sobre pista dura al aire libre.

## Jugadores participantes del cuadro de individuales
| Favorito | País                       | Jugador             | Rank1 | Posición en el torneo |
| -------- | -------------------------- | ------------------- | ----- | --------------------- |
| 1        | Bandera de Australia       | Aleksandar Vukic    | 138   | CAMPEÓN               |
| 2        | Bandera de Francia         | Hugo Grenier        | 158   | Primera ronda         |
| 3        | Bandera de Francia         | Enzo Couacaud       | 161   | Semifinales           |
| 4        | Bandera de Italia          | Federico Gaio       | 176   | Primera ronda         |
| 5        | Bandera de República Checa | Vít Kopřiva         | 177   | Primera ronda         |
| 6        | Bandera de Australia       | Max Purcell         | 179   | Cuartos de final      |
| 7        | Bandera de la India        | Ramkumar Ramanathan | 185   | Primera ronda         |
| 8        | Bandera de China Taipéi    | Tseng Chun-hsin     | 190   | Primera ronda         |

- 1 Se ha tomado en cuenta el ranking del 7 de febrero de 2022.

### Otros participantes
Los siguientes jugadores recibieron una invitación (wild card), por lo tanto ingresan directamente al cuadro principal (WC):
- Arjun Kadhe
- Adil Kalyanpur
- Sidharth Rawat

Los siguientes jugadores ingresan al cuadro principal tras disputar el cuadro clasificatorio (Q):
- Antoine Bellier
- Andrew Harris
- Markos Kalovelonis
- Dominik Palán
- Mukund Sasikumar
- Nitin Kumar Sinha

## Campeones

### Individual Masculino
- Aleksandar Vukic derrotó en la final a  Dimitar Kuzmanov, 6–4, 6–4

### Dobles Masculino
- Alexander Erler /  Arjun Kadhe derrotaron en la final a  Saketh Myneni /  Ramkumar Ramanathan, 6–3, 6–7(4), [10–7]